# Барбара (нгола Матамби)
Барбара (д/н — 1666) — 8-й нгола (володар) незалежної держави Ндонго і 4-й нгола держави Матамба в 1663—1666 роках.

## Життєпис
Друга донька Мбанді а Нголи та його наложниці Кенгели ка Нкомбе. При народженні отримала ім'я Мукамбу. Протягом панування брата Нголи Мбанді і сестри Нзінґи не відігравала значної політичної ролі.
Виконувала дипломатичні завдання Нзінґи, яка вирішила оголосити Мукамбу спадкоємецею трону. Невдовзі та прийняла хрещення, змінивши ім'я на Барбара. Крім того, вийшла заміж за Жоао Гутьєреша з клану Нгола Каніні. Під час війни зпортугальцями потрапила у полон. Її було звільнено лише 1656 року в обмін на декілька сотен рабів.
1663 року після смерті сестри посіла трон. На той час вона вже була хвора, за деякими відомостями навіть осліпла. Невдовзі підняв повстання військовик Нзінґа Мона, який 1666 року повалив нголу Барбару, захопивши владу.

## Родина
Чоловік — Жоао Гутьєреш Нгола Каніні
Діти:
- Франсішку (д/н—1681), нгола Матамби-Ндонго в 1680—1681 роках
- Вероніка (д/н—1721), нгола Матамби-Ндонго в 1681—1721 роках